# Durabaculum
Durabaculum es un género con unas 50 especies de orquídeas. Ha sido separada del género Dendrobium. 
Son grandes orquídeas epífitas que se encuentran en la zona tropical en las selvas tropicales y los bosques de manglares del Sudeste de Asia y Australasia, se caracteriza por su inflorescencia con muchos colores distintivos y fragantes flores.

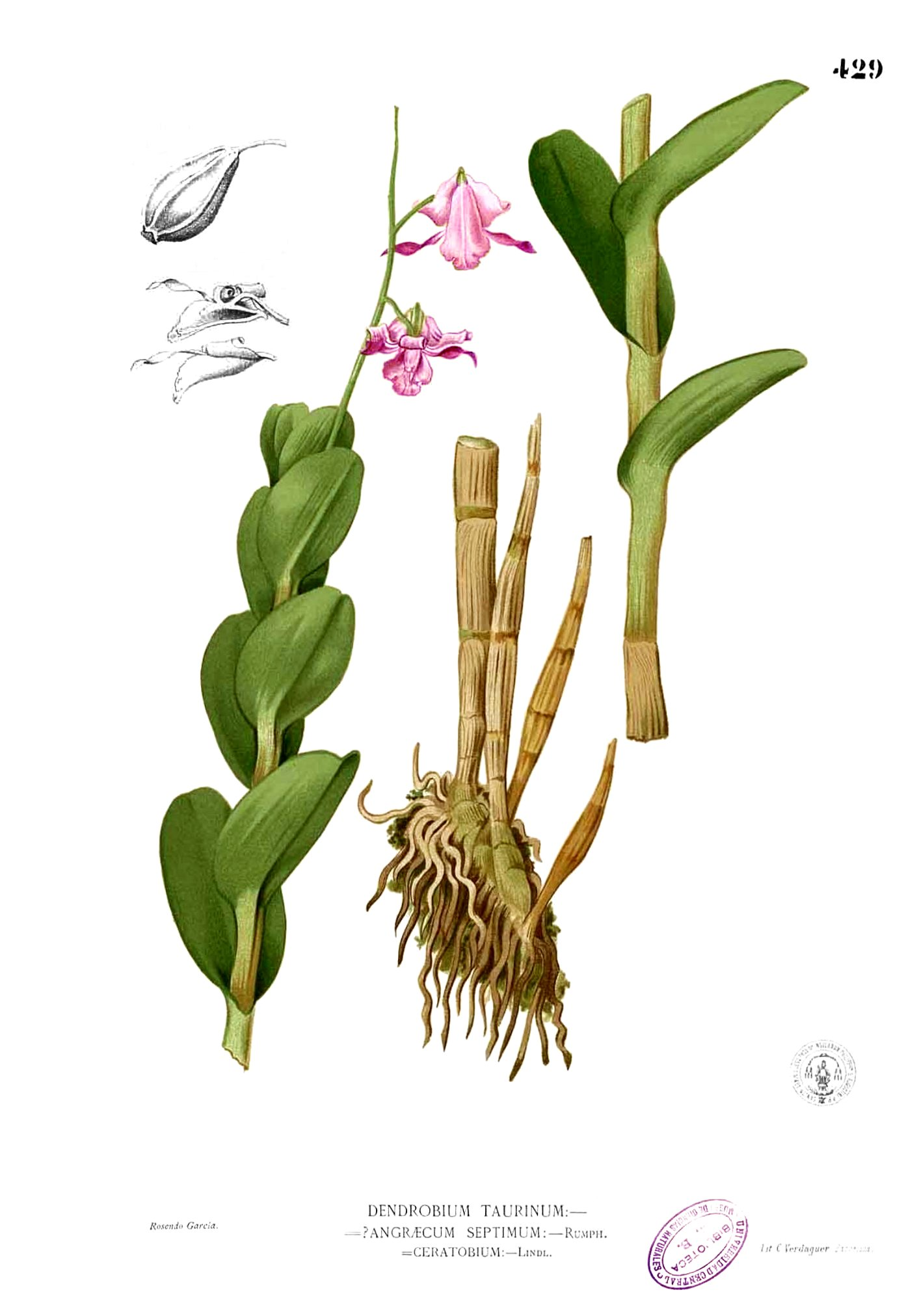
Dendrobium taurinum

## Descripción
Las especies son grandes a muy grandes orquídeas epífitas o litófitas con pocos o numerosos tallos similares a cañas, cilíndricos, articulados y con numerosas hojas coriáceas, lineales u ovales, La inflorescencia es larga, terminal al lado del tallo con un rico racimo con decenas de grandes flores, de colores brillantes y fragantes.

## Distribución y hábitat
Las especies crecen en los árboles o en las rocas cerca del agua o en el borde del agua en las tierras bajas tropicales, selvas tropicales, en los bosques de manglares e incluso en las dunas y los arrecifes de coral, pero también en zonas más frescas de montaña y de los bosques. Se encuentran en Nueva Guinea, Nueva Caledonia, Queensland (Australia), Fiyi, Tonga, Molucas, Java y Filipinas.

## Sinonimia
- Dendrobium Sw. (1799) secc. Spatulata

## Etimología
El nombre de Durabaculum proviene del latín dura (firme, sólido) y baculum (báculo), probablemente refiriéndose al tallo como caña de esta planta.

## Taxonomía
Ha sido segregado del género Dendrobium secc. Spatulata por Clements y D.L.Jones en 2002.
El género cuenta actualmente con unas 50 especies: la especie tipo es: Durabaculum undulatum Clements y D.L.Jones

## Especies
- Durabaculum albertisiana (F.Muell.) M.A.Clem. & D.L.Jones (2002)
- Durabaculum amboinense (Rolfe) M.A.Clem. & D.L.Jones (2002)
- Durabaculum arachnanthe (Kraenzl.) M.A.Clem. & D.L.Jones (2002)
- Durabaculum bandaense (Schltr.) M.A.Clem. & D.L.Jones (2002)
- Durabaculum busuangense (Ames) M.A.Clem. & D.L.Jones (2002)
- Durabaculum calophyllum (Rchb.f.) M.A.Clem. & D.L.Jones (2002)
- Durabaculum cochliodes (Schltr.) M.A.Clem. & D.L.Jones (2002)
- Durabaculum conanthum (Schltr.) M.A.Clem. & D.L.Jones (2002)
- Durabaculum crispilinguum (P.J.Cribb) M.A.Clem. & D.L.Jones (2002)
- Durabaculum fimbrilabium (Rchb.f.) M.A.Clem. & D.L.Jones (2002)
- Durabaculum fuscum (Fitzg.) M.A.Clem. & D.L.Jones (2002)
- Durabaculum gouldii (Rchb.f.) M.A.Clem. & D.L.Jones (2002)
- Durabaculum hamiferum (P.J.Cribb) M.A.Clem. & D.L.Jones (2002)
- Durabaculum helix (P.J.Cribb) M.A.Clem. & D.L.Jones (2002)
- Durabaculum hornei (S.Moore) M.A.Clem. & D.L.Jones (2002)
- Durabaculum imthurnii (Rolfe) M.A.Clem. & D.L.Jones (2002)
- Durabaculum ionoglossum (Schltr.) M.A.Clem. & D.L.Jones (2002)
- Durabaculum jennyanum (Kraenzl.) M.A.Clem. & D.L.Jones (2002)
- Durabaculum kajewskii (Ames) M.A.Clem. & D.L.Jones (2002)
- Durabaculum kennedyi (Schltr.) M.A.Clem. & D.L.Jones (2002)
- Durabaculum kolposense M.A.Clem. & D.L.Jones (2002)
- Durabaculum lasiantherum (J.J.Sm.) M.A.Clem. & D.L.Jones (2002)
- Durabaculum macranthum (A.Rich.) M.A.Clem. & D.L.Jones (2002)
- Durabaculum magistratus (P.J.Cribb) M.A.Clem. & D.L.Jones (2002)
- Durabaculum mirbelianum (Gaudich.) M.A.Clem. & D.L.Jones (2002)
- Durabaculum nindii (W.Hill) M.A.Clem. & D.L.Jones (2002)
- Durabaculum odoardi (Kraenzl.) M.A.Clem. & D.L.Jones (2002)
- Durabaculum okabeanum (Tuyama) M.A.Clem. & D.L.Jones (2002)
- Durabaculum percnanthum (Rchb.f.) M.A.Clem. & D.L.Jones (2002)
- Durabaculum pomatophilum (Schltr.) M.A.Clem. & D.L.Jones (2002)
- Durabaculum prionochilum (F.Muell. & Kraenzl.) M.A.Clem. & D.L.Jones (2002)
- Durabaculum pseudoconanthum (J.J.Sm.) M.A.Clem. & D.L.Jones (2002)
- Durabaculum rennellii (P.J.Cribb) M.A.Clem. & D.L.Jones (2002)
- Durabaculum ruidilobum (J.J.Sm.) M.A.Clem. & D.L.Jones (2002)
- Durabaculum samoense (P.J.Cribb) M.A.Clem. & D.L.Jones (2002)
- Durabaculum sancristobalense (P.J.Cribb) M.A.Clem. & D.L.Jones (2002)
- Durabaculum schulleri (J.J.Sm.) M.A.Clem. & D.L.Jones (2002)
- Durabaculum soriense (Howcroft) M.A.Clem. & D.L.Jones (2002)
- Durabaculum spathulatum (L.O.Williams) M.A.Clem. & D.L.Jones (2002)
- Durabaculum sylvanum (Rchb.f.) M.A.Clem. & D.L.Jones (2002)
- Durabaculum tangerinum (P.J.Cribb) M.A.Clem. & D.L.Jones (2002)
- Durabaculum taurinum (Lindl.) M.A.Clem. & D.L.Jones (2002)
- Durabaculum tokai (Rchb.f.) M.A.Clem. & D.L.Jones (2002)
- Durabaculum undulatum M.A.Clem. & D.L.Jones (2002)
- Durabaculum validum (Schltr.) M.A.Clem. & D.L.Jones (2002)
- Durabaculum veratrifolium M.A.Clem. & D.L.Jones (2002)
- Durabaculum violaceoflavens (J.J.Sm.) M.A.Clem. & D.L.Jones (2002)
- Durabaculum warianum (Schltr.) M.A.Clem. & D.L.Jones (2002)
- Durabaculum williamsianum (Rchb.f.) M.A.Clem. & D.L.Jones (2002)
- Durabaculum wulaiense (Howcroft) M.A.Clem. & D.L.Jones (2002)